# ناحیه بانجول

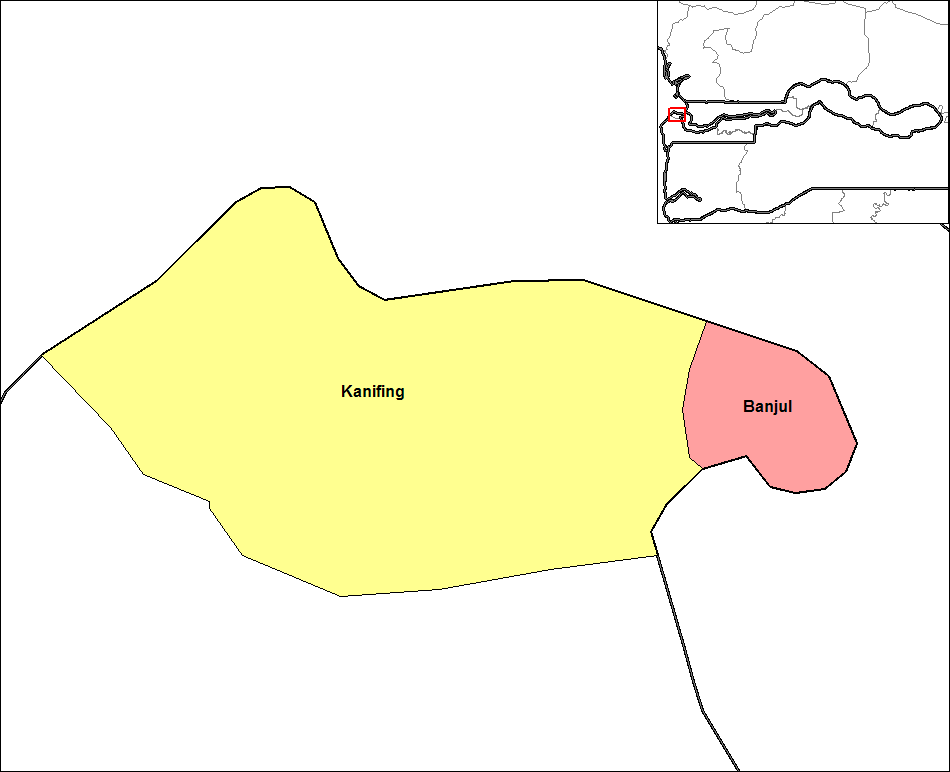
بانجول به مراتب کوچکتر از دو ناحیه بانجول است.

بانجول ناحیه‌ای در منطقه حکومت محلی بانجول در گامبیا است.